# Kantige Sattelschrecke
Die Kantige Sattelschrecke (Uromenus rugosicollis) ist eine Langfühlerschrecke aus der Unterfamilie der Bradyporinae innerhalb der Familie Tettigoniidae. Serville beschrieb sie 1838 unter dem Namen Ephippiger rugosicollis. Weitere Synonyme sind Ephippigera rugosicollis, Ephippigera vespertinus, Ephippiger durieui und Barbitistes autumnalis.

## Merkmale
Die Art erreicht eine Körperlänge von 25 bis 31 Millimeter. Die Körpergestalt entspricht dem typischen Habitus der Sattelschrecken mit sehr großem, nach hinten vorgezogenen Halsschild, der den Rumpf weitgehend bedeckt, mit einem im Profil deutlichen Knick etwa in der Mitte. Die Oberfläche des Halsschilds ist bei der Art deutlich runzlig (davon ist der Artname abgeleitet), der Halsschild trägt sehr deutliche, wulstig gekantete Seitenkiele. Die Deckflügel (Tegmina) sind in beiden Geschlechtern stark verkürzt. Beim Männchen ist der zehnte Tergit des Hinterleibs mit der Supragenitalplatte verschmolzen und endet in einer abgerundeten Lamelle, die Cerci sind relativ lang und in der Mitte spitz gezähnt, während der Endzahn abgerundet ist. Beim Weibchen ist der Ovipositor aufwärts gekrümmt und etwas kürzer als bei den verwandten Arten, er ist knapp halb so lang wie der Körper. Die Subgenitalplatte trägt zwei lange und spitze, an der Basis breit getrennte Anhänge. Die Tiere sind überwiegend fast einfarbig grün gefärbt mit einem gelblichen Längsband an den Seiten des Hinterleibs, können aber auch ganz gelblich sein. Die Flügel sind gelbbraun, mit kleinen schwaren Flecken am Außenrand.  

## Lebensweise und Verbreitung
Die Kantige Sattelschrecke bewohnt Heiden, Buschland und auch feuchte Gebiete mit viel Bewuchs in Gewässernähe. Sie lebt von Meereshöhe bis etwa 1250 Meter Höhe. Die Art ist überwiegend nachtaktiv mit Aktivitätsmaximum in der Abenddämmerung.  Imagines kommen von Juli bis November vor. 
Ihr Verbreitungsgebiet erstreckt sich über Spanien und die Pyrenäen bis ins südliche Frankreich. Die Verbreitung in Frankreich reicht an der Atlantikküste bis an die Mündung der Loire, die Gascogne, den Süden des Zentralmassivs und das Languedoc; die Art gilt in Frankreich als nicht selten und ungefährdet, gelegentlich kam es sogar zu Massenvermehrungen.   In Spanien lebt sie in den Provinzen Gerona und Barcelona in den Pyrenäen und nahe der Mittelmeerküste.